# Chirrinche

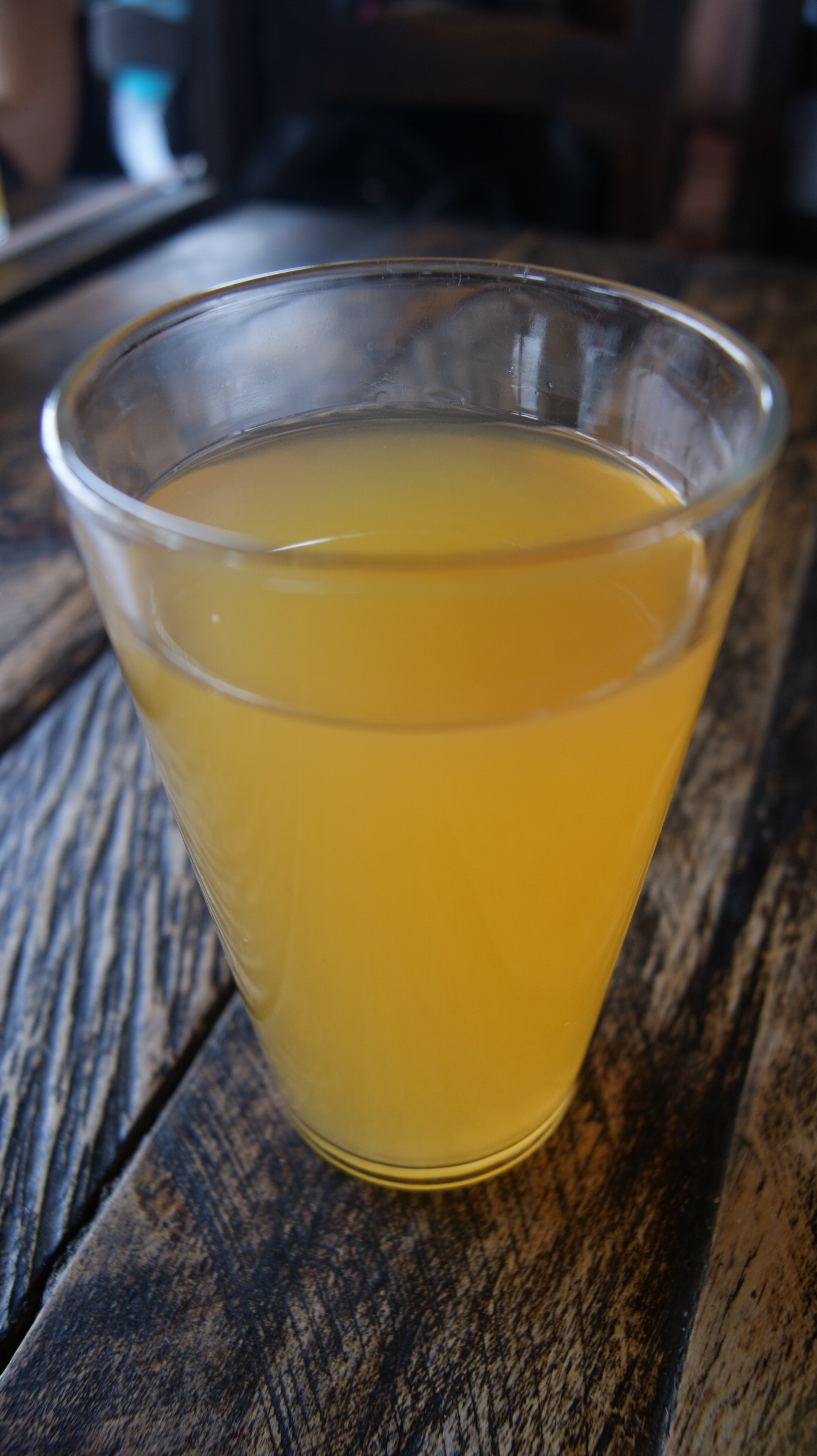
Guarapo colombiano, hecho a base de panela.

El chirrinche es una bebida alcohólica proveniente del guarapo, que es el nombre que recibe en los hogares campesinos de las regiones andinas de Colombia una bebida fermentada a partir de la miel de caña o de panela. El chirrinche es una bebida alcohólica utilizada en los rituales tradicionales wayuu y característico del departamento de La Guajira. Aunque también es popular en otros departamentos del altiplano cundiboyacense como Cundinamarca, Boyacá y Bogotá, así como en el Caribe colombiano, Cesar, sur del Magdalena y zona central de Bolívar donde particularmente recibe el nombre de ñeque.

## Historia
El arte de la destilación se conoció en Europa desde comienzos del siglo XII y fue traído a América durante los años de la conquista. Desde entonces, quedó en manos de artesanos que rudimentariamente producen licores bajos en calidad y altos en contenido de alcohol haciendo presencia en todos los rincones del continente, ligado siempre a la vida del campo ya que es la caña de azúcar el producto básico para su elaboración, diferente a los producidos en forma industrial por personal especializado en grandes factorías.
El chirrinche, Chirrinchi o yotshi (vocablo en wayuunaiki), conocido así en la Guajira, por los guajiros pertenecientes y no pertenecientes a la etnia wayuu debió ser introducido a La Guajira  durante el siglo XVII, tiempo en el que  empieza a florecer el contrabando y los términos de intercambios en La Guajira, lo cual permitió el intercambio entre wayuus y europeos de bienes manufacturados, entre ellos el ron.
En la comarca provinciana el ron que se destila en alambiques clandestinos, donde es utilizada la panela como materia prima. En los trapiches que producen el jarabe o guarapo de caña durante la molienda nunca se instalan estos artefactos puesto que el licor que sale de ellos es ilegal y son severas las sanciones que se aplican a los infractores. Muy famoso a mediados del siglo anterior fue el alambique del padre Simón Serrano, en el Molino (Guajira) atropellado y perseguido por la chulavita. Dio pie para que el gran Chico Bolaño hubiera compuesto el antológico merengue El Padre Serrano. El chirrinche nunca ha perdido vigencia en los paladares de la gente provinciana y hoy se sigue consumiendo en los centros urbanos, pero siempre procedentes del área rural. En Valledupar hay varios clubes de chirrincheros.
El chirrinchi es una constante en la Alta, Media y Baja Guajira, es conocido por todos los guajiros. La producción está estrechamente relacionada al desarrollo histórico del departamento siendo asociado tanto a las tradiciones indígenas wayuu como a los juglares del sur del departamento. Tiene connotaciones culturales, históricas y ancestrales.
Normalmente el porcentaje de alcohol que se maneja es del 35%. Este chirrinche no contiene productos químicos y se elabora con agua pura que baja de la Sierra Nevada ya que el destiladero está en Atánquez; se llena en damajuanas (botellones de agua cristal). Se tienen tres categorías por su color, sabor y aroma muy especiales.
Recientemente en La Guajira se fabrica y comercializa un licor Artesanal Guajiro llamado Asawaa, el cual cuenta con buenas prácticas en manufactura – INVIMA, y sello hecho a mano. Este es muy apetecido entre los Guajiros y turistas ya que busca exaltar lo bueno bonito y de calidad de la Guajira a través de esta bebida alcohólica que representa tradición y cultura.

## Preparación
El Guarapo se puede preparar fácilmente disolviendo la miel de la caña o panela en agua y fermentándola usando un tipo de levadura que en el lenguaje popular se conoce como cunchos o supias; esta levadura es frecuentemente compartida entre quienes producen la bebida.
Esta bebida se consume ampliamente en varios departamentos del Caribe. Los instrumentos y aparatos utilizados en la elaboración de esta bebida son: la múcura (tinaja), pesajarabe, pesalicor y alambique (aparato de destilación provisto con serpentín para la condensación de los vapores). 
Las principales materias primas son: agua, panela y anís (utilizado como saborizante), aunque se hacen bastantes variaciones.  La fabricación consiste primeramente en disolver la panela en el agua, dejando esta mezcla por un lapso de 5 a 8 días fermentando en un sitio abierto o cerrado dependiendo del estado del tiempo. El punto ideal para iniciar la operación de destilación lo indica el pesajarabe cuando éste marca un punto próximo a los 0 grados de dulzor.
La solución, compleja en su composición, se somete a calentamiento en un recipiente construido en latón para su evaporación. En el serpentín se condensan los vapores y se obtiene un destilado. El primer destilado (aproximadamente un pocillo) no es apto para el consumo y se utiliza más bien con fines medicinales. El siguiente destilado, utilizado para el consumo, se recoge en un recipiente de vidrio. La concentración alcohólica de este líquido es elevada inicialmente. La operación termina cuando el instrumento para pesar el licor marca 19 grados de alcohol. Para rebajar la concentración alcohólica se reduce con agua destilada. El líquido que queda en el calderón se puede emplear en posteriores operaciones o se desecha. El rendimiento establecido para este procedimiento es por cada 5 galones de líquido fermentado se producen 3 litros de líquido alcohólico para el consumo.

## Actualidad
Actualmente se sigue dando el tipo de fabricación ya mencionado. Pero desde 2017 se empezó a producir lo que hasta el momento es el único Licor Artesanal Guajiro inspirando en la fuerza cultural y de tradiciones que respaldan al chirrinche. Solo que se diferencia de que este es un licor legal y cuenta con buenas prácticas de manufactura. Además, es cuenta con registro sanitario INVIMA y es confiable para el consumo. El Licor Artesanal Guajiro Asawaa busca ser un valor agregado para el departamento de La Guajira, exaltar toda su riqueza cultural y una invitación para conocer lo bueno, bonito y de calidad de La Guajira.

## Usos del chirrinche en la cultura Wayuu
El chirrinche o chirrinchi es una bebida alcohólica de fabricación artesanal hecha a base de destilación de caña o panela y se ha convertido en el trago tipo de los indígenas y de la Guajira en general. Entre los indígenas tiene también uso ritual en baños que previenen desgracias y cura enfermedades. A veces se mejora su sabor con frutas, bebidas gaseosas o plantas medicinales
Puede ser combinado con diferentes hierbas “se utiliza como expectorante, para alejar la mala suerte, también es utilizada para el reumatismo y sobar la zona afectada”. Muchas de las hierbas utilizadas para la combinación con el chirrinche son recomendadas por personas propias y especializadas de la cultura Wayuu los Outshi y/o Piache.
También el chirrinche es un componente importante en los eventos fúnebres, los familiares vierten en el estómago del difunto de medio litro a un litro de chirrinche. El propósito de esta operación es evitar que el cuerpo comience a descomponerse demasiado rápido. Luego durante el segundo exhumación y limpieza de los huesos o “Anajanaa” en Wayuunaiki. En los velorios, esta bebida se usa para lavar las manos y pies de las personas que entran en contacto con los restos, con el fin de espantar a los malos espíritus. Si alguien no se lava con Chirrinchi, atrae al yoluja hasta la casa donde perturbará y hará daño a los niños.

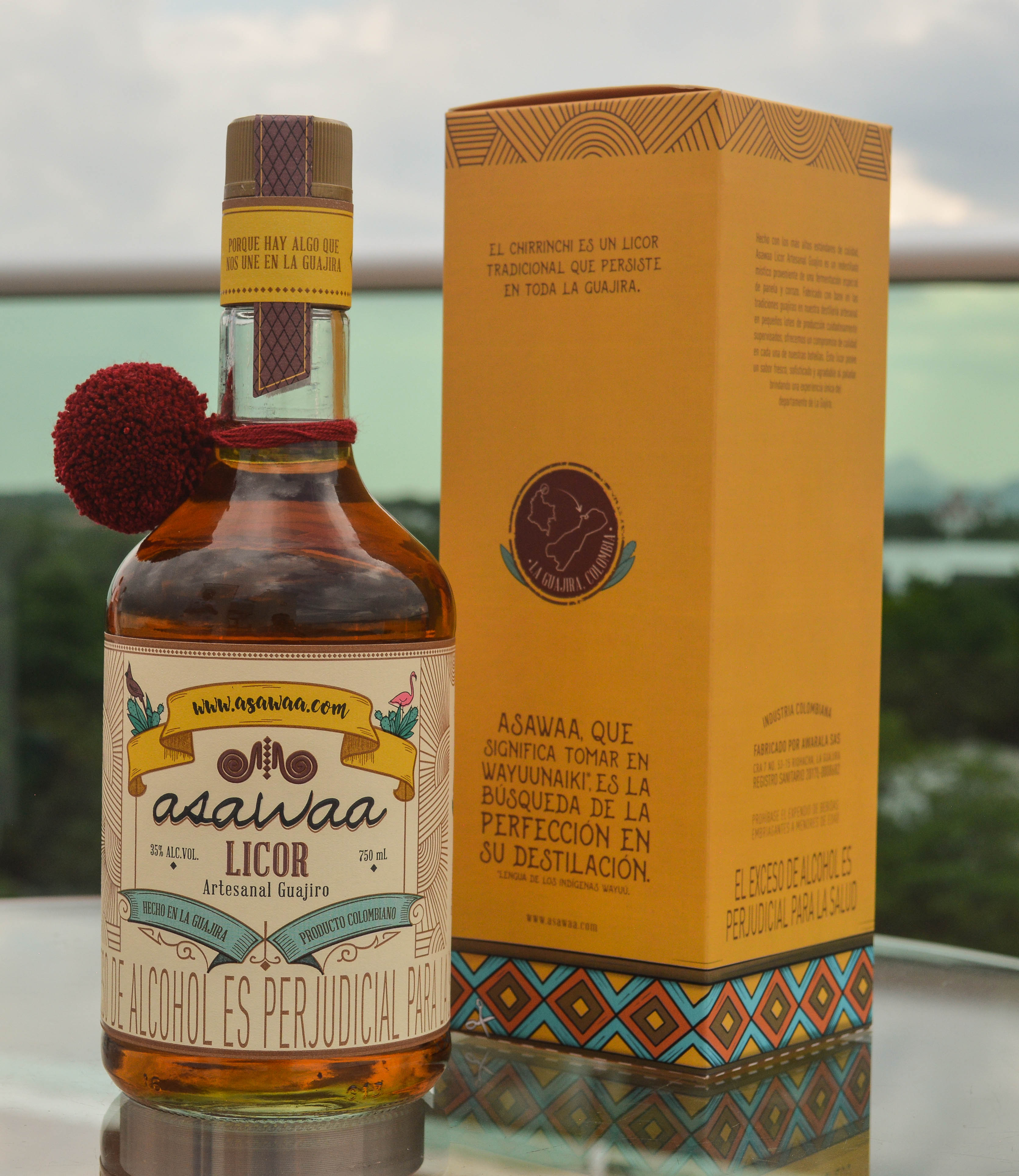
Imagen del Licor Artsanal Guajiro Asawaa, inspirado en el chirrinchi

## Licor Artesanal Guajiro - Asawaa
Licor Artesanal Guajiro Asawaa, es un  doble destilado místico y esta inspirado en el chirrinchi, proveniente de una fermentación especial de panela y corozo. Fabricado con base en las tradiciones guajiras en una destilería artesanal en pequeños lotes de producción cuidadosamente supervisados. Es un licor que tiene 35 grados de alcohol, que el hecho artesanalmente siguiendo líneas de calidad establecida.
El  Licor Artesanal Guajiro es el perfecto socializador, permite amenizar conversaciones, acompañar fiestas, rituales o bailes, o relajarse frente a los atardeceres guajiros. Hay quienes dicen que posee un sabor exótico y diferente. Con toques de caramelo y un sabor reposado puede tomarse seco, con hielo o en cócteles.

## El chirrinche de Monserrate, en Bogotá
Lo llaman Pirrín o Palito y está hecho de siete hierbas que pueden variar dependiendo de las necesidades o de los gustos: Manzanilla, mejorana, cidrón, yerbabuena, hinojo, limonaria y albahaca son las más usadas, y deben dejarse por más de 15 días para lograr un buen sabor.
Como cuentan las historias populares de Cundinamarca, hacia 1970 aproximadamente se conseguía en todos los caminos que llevaran al cerro de Monserrate en Bogotá, en los tiempos de peregrinación a este polo religioso de la capital colombiana, y no era por razón más que la que rezaban los antiguos rolos que era para quitar el frío. El guayabo de los días de fiesta tenía atrás de la iglesia del cerro de Monserrate su mayor punto de venta y consumo.
Como una parodia al bambuco que dice "el que en Bogotá no ha ido con su novia a Monserrate, no sabe lo que es canela ni tamal con chocolate...", los más fervientes peregrinos afirman igualmente que quien no ha subido a este cerro, no sabe tampoco lo que es tomarse un trago del aguardiente de hierbas.
Antiguamente se creía en la cultura popular que servía el chirrinche, y en especial su versión más alcoholizada, con graduación similar al aguardiente, para curar dolores del cuerpo o morados de heridas o golpes que se recibía en el cuerpo y su curación se producía frotándose en la zona afectada. Además se decía que servía para el reumatismo, e incluso algunos llegaban a darle poder para quitar los fríos del cuerpo al calentar el trago y sobeteárselo de alguna forma por el cuerpo (esto es muy común en la antigua cultura popular colombiana como la recomendación de sacarse vientos o fríos del cuerpo rosándose un vaso vacío previamente calentado en una vela en los bordes o algo así por el estilo)